# Ken Keeler
Pour les articles homonymes, voir Keeler.
Kenneth « Ken » Keeler est un producteur et scénariste de télévision américain né en 1961. Il est principalement connu pour son travail sur les séries d'animation Profession : critique, Les Simpson et Futurama.
Il est aussi diplômé en mathématiques et connu pour avoir prouvé un théorème en écrivant un épisode de la série Futurama (« Le Prisonnier de Benda », saison 6, épisode 10).

## Biographie
Ken Keeler est diplômé d'Harvard en mathématiques appliquées.

## Filmographie

### Scénariste

#### PourLes Simpson
| Année | Titre                                     | Titre original                                                        | Saison | Épisode | Réalisateur       |
| ----- | ----------------------------------------- | --------------------------------------------------------------------- | ------ | ------- | ----------------- |
| 1995  | Burns fait son cinéma                     | A Star Is Burns                                                       | 6      | 18      | Susie Dietter     |
| 1996  | Deux mauvais voisins                      | Two Bad Neighbors                                                     | 7      | 13      | Wes Archer        |
| 1996  | Simpson Horror Show VII - La Chose et moi | Treehouse of Horror VII - The Thing and I                             | 8      | 1       | Mike B. Anderson  |
| 1997  | Le Mystérieux Voyage d'Homer              | El Viaje Misterioso de Nuestro Jomer (The Mysterious Voyage of Homer) | 8      | 9       | Jim Reardon       |
| 1997  | Les Frères ennemis                        | Brother from Another Series                                           | 8      | 16      | Pete Michels      |
| 1997  | Les Vrais-Faux Simpson                    | The Simpsons Spin-Off Showcase                                        | 8      | 24      | Neil Affleck      |
| 1997  | Le Principal principal                    | The Principal and the Pauper                                          | 9      | 2       | Steven Dean Moore |

#### Autres
- 1991-1992 : Late Night with David Letterman (26 épisodes)
- 1992-1993 : The Edge (20 épisodes)
- 1994-1995 : Profession : critique (15 épisodes)
- 1995 : Une fille à scandales
- 1997 : Wings (1 épisode)
- 1999-2012 : Futurama (13 épisodes)
- 2007 : La Grande Aventure de Bender
- 2009 : Vous prendrez bien un dernier vert ?

### Producteur
- 1995 : Profession : critique (2 épisodes)
- 1995-1998 : Les Simpson (56 épisodes)
- 1997 : Une fille à scandales (1 épisode)
- 1999-2012 : Futurama (86 épisodes)

## Récompenses et nominations

### Récompenses
- 1997 : Primetime Emmy Award du meilleur programme d'animation de moins d'une heure pour l'épisode La Phobie d'Homer de Les Simpson
- 2002 : Primetime Emmy Award du meilleur programme d'animation de moins d'une heure pour l'épisode Tout se termine bien à Roswell de Futurama
- 2011 : Primetime Emmy Award du meilleur programme d'animation de moins d'une heure pour l'épisode Retour vers les futurs de Futurama

### Nominations
- 1992 : Primetime Emmy Award du meilleur scénario pour un programme de variété, musical ou comique pour Late Night with David Letterman
- 1996 : Primetime Emmy Award du meilleur programme d'animation de moins d'une heure pour l'épisode Simpson Horror Show VI de Les Simpson
- 1999 : Primetime Emmy Award du meilleur programme d'animation de moins d'une heure pour l'épisode Un Gros Tas d'ordures de Futurama
- 2001 : Primetime Emmy Award du meilleur programme d'animation de moins d'une heure pour l'épisode Amazones amoureuses de Futurama
- 2003 : Primetime Emmy Award du meilleur programme d'animation de moins d'une heure pour l'épisode Ceux qui m'aiment prendront le chien de Futurama
- 2004 : Primetime Emmy Award du meilleur programme d'animation de moins d'une heure pour l'épisode Le Dard de Futurama
- 2012 : Primetime Emmy Award du meilleur programme d'animation de moins d'une heure pour l'épisode La Pointe de Zoidberg de Futurama